# Dancourt, Seine-Maritime

Dancourt este o comună în departamentul Seine-Maritime, Franța. În 1 ianuarie 2022 avea o populație de 234 de locuitori.